# Espace Champerret
L'Espace Champerret est un complexe comprenant plusieurs salles près de la porte de Champerret, à Paris, où se tiennent des congrès et salons. Ce site est desservi par la station de métro Porte de Champerret.